# Goran Šaula
Goran Šaula (Novi Sad, 1 de setembre de 1970) és un exfutbolista serbi, que jugava de defensa. Va ser nou vegades internacional amb la selecció del seu país.
Va destacar a les files del FK Vojvodina fins que el 1996 recala a la SD Compostela, on jugaria tres anys de suplent fins a aconseguir la titularitat la temporada 99/00, el seu darrer any amb l'equip gallec.